# 星槎大学
35°16′5.5″N 139°0′25.1″E / 35.268194°N 139.006972°E
星槎大學（日语：星槎大学）是位於日本神奈川縣足柄下郡箱根町的一所私立大學，2004年正式設立，目前擁有一個學部一個學科。

## 概要
2004年，學校法人國際學園創辦一所主要以社會人士為學生對象的通信制大學，學生超過半數是教師或公務員。該校教室遍布日本全國，其中蘆別校區是於1954年興建的磚造建築，原為蘆別市立賴城小學校所使用，2008年3月7日時校舍及體育館成為國家指定的登錄有形文化財。

## 沿革
- 1980年 - 於靜岡縣設立學校法人長谷川學園
- 1984年 - 法人名變更為學校法人國際學園
- 2003年 - 獲得文部科學省同意設立星槎大學共生科學部共生科學科（通信課程）
- 2004年 - 星槎大學共生科學部共生科學科（通信課程）開學
- 2009年 - 共生科學部共生科學科設置共生科學、初等教育、福祉專攻三門專攻
- 2012年 - 獲得文部科學省同意設立星槎大學大學院教育學研究科（通信課程）
- 2013年 - 校本部從蘆別校區移至箱根校區、設立星槎大學大學院教育學研究科（通信課程）、共生科學部共生科學科新設置體育身體表現專攻
- 2016年 - 獲得文部科學省同意設立星槎大學大學院教育實踐研究科（通學課程）
- 2017年 - 設立大學院教育實踐研究科（通學課程），與停止招募的日本教育大學院大學（日语：日本教育大学院大学）合流。

## 基本資料

### 組織

#### 大學部
- 共生科學部
  - 共生科學科
    - 共生科學專攻
    - 初等教育專攻
    - 福祉專攻
    - 體育身體表現專攻

#### 大學院
- 教育學研究科
  - 教育學專攻（修士課程）（通信制）
- 教育實踐研究科
  - 教育實踐專攻（專門職學位課程）（通學制）

### 地址
- 箱根校區 神奈川縣足柄下郡箱根町仙石原（日语：仙石原）817-255
- 橫濱事務局 橫濱市青葉區五月丘（日语：さつきが丘 (横浜市)）8-80

## 校區與教室
- 箱根校區（足柄下郡箱根町）
  - 蘆別校區（蘆別市）
  - 帶廣校區（帶廣市）
  - 札幌學習中心（札幌市厚別區）
  - 仙台學習中心（仙台市宮城野區）
  - 郡山學習中心（郡山市）
  - 立川學習中心（立川市）
  - 橫濱事務局（橫濱市青葉區）
  - 湘南大磯校區（中郡大磯町）
  - 浜松學習中心（濱松市中區）
  - 名古屋校區（名古屋市東區）
  - 富山學習中心（富山市）
  - 福井學習中心（福井市）
  - 大阪學習中心（大阪市北區）
  - 廣島學習中心（廣島市西區）
  - 福岡中央學習中心（福岡市中央區）
  - 福岡東學習中心（福岡市東區）
  - 沖繩學習中心（沖繩市）

及其他相關教育場所

## 歷任校長
- 初代校長：山口薰（日语：山口薫 (教育学者)）
- 2代校長：佐藤方哉
- 3代校長：古藤泰弘
- 4代校長：井上一

## 著名教師
- 細田滿和子（日语：細田満和子）（副校長）
- 山脇直司（日语：山脇直司）（副校長）
- 鬼頭秀一（日语：鬼頭秀一）（教授）
- 小中陽太郎（前教授）
- 千石正一（日语：千石正一）（前教授）
- 川野邊敏（日语：川野辺敏）（特聘教授）
- 大橋力（日语：大橋力）（客座教授）
- 加藤登紀子（客座教授）
- 城內實（客座教授）
- 志方俊之（日语：志方俊之）（客座教授）
- 武田佐知子（日语：武田佐知子）（客座教授）
- 土屋了介（日语：土屋了介）（客座教授）
- 寺脇研（日语：寺脇研）（客座教授）
- 赤祖父俊一（客座教授）

## 外部連結
- 星槎大学 （页面存档备份，存于） （日語）
- 星槎大学大学院 （页面存档备份，存于） （日語）
- 星槎グループ （页面存档备份，存于） （日語）